# Ben Schot
Benjamin Willem (Ben) Schot (Zierikzee, 15 november 1953) is een Nederlands kunstenaar en uitgever, vooral actief met zijn uitgeverij Sea Urchin, die is gespecialiseerd in avant-garde en tegencultuur.

## Biografie

### Jeugd en opleiding
Ben Schot is geboren en getogen in Zierikzee op Schouwen-Duiveland, waar z'n vader werkzaam was als visser. Op de middelbare school kreeg hij kunstles van Ad Braat, die hem motiveerde in de kunst door te gaan.
Na twee jaar afwijzingen bij de kunstacademie in 1971 en 1972. Na de oproep voor dienst in 1973 deed hij een beroep op de Wet Gewetensbezaarden. Terwijl de procedure voortsleepte, begon hij de studie Engels en behaalde z'n lesbevoegdheid. In 1975-1976 kwam de erkenning als gewetensbezwaarde en deed hij vervangende dienst. In 1979 begon hij als docent Engels op een middelbare school.
Op zevenentwintigjarige leeftijd in 1981 begon hij op de afdeling vrije teken- en schilderkunst aan de Koninklijke Academie van Beeldende Kunsten in Den Haag, en van 1984 tot 1986 studeerde hij verder aan de Academie voor Beeldende Kunsten te Rotterdam.

### Werk
Sinds zijn afstuderen in 1986 is Ben Schot werkzaam als kunstenaar in Rotterdam, waarbij hij werkzaam was in diverse disciplines. Hij vervaardigde tekeningen en geluidsopnames, installaties en performances. Tevens publiceerde hij artikelen en fictie in diverse tijdschriften.
Een van z'n werken in 1997 in Museum Boijmans Van Beuningen was het project Shells over de geschiedenis van de schelpencollectie van de Zweedse malacoloog Benjamin Jakobson. Dat jaar deed hij ook het project Submerge over de films van de Franse fotograaf en filmmaker Jean Painlevé, die was gespecialiseerd in onderwaterfauna.
In 1998 realiseerde Ben Schot het project Towers Open Fire over de films van William S. Burroughs. Samen met de installatiekunstenaar Ronald Cornelissen realiseerde hij dat jaar ook het project I rip you, you rip me over de radicale en psychedelische tegencultuur in het Amerikaanse Detroit eind jaren 1960 en begin jaren 1970.
In het jaar 2000 begon Schot een eigen uitgeverij Sea Urchin Editions, gericht op tegenculturele en visionaire literatuur. Met de jaren is werk uitgegeven van o.a. Henri Michaux, Pier Paolo Pasolini, Serge Gainsbourg, Vivian Stanshall & Ki Longfellow, en André Breton. Tot de zomer van 2020 was Ben Schot tevens docent Engels op een middelbare school in Rotterdam.
In 2003 is hij onderscheiden met de Pendrecht Cultuurprijs voor zijn veelzijdige oeuvre.

## Exposities, een selectie
- 1987. Vijf jongeren in De Lachende Koe, De Lachende Koe, Delfshaven.[8]
- 1988. 6 Staten. CBK Rotterdam.[9]
- 1991. "Language is en virus from outer space," Anneke Auer en Ben Schot bij Galerie Van Kranendonk.[10]
- 1998. Expositie Project Shell, Museum Boijmans Van Beuningen, Rotterdam.[5]
- 2004. Groepstentoonstelling 'Tracer' in Tent/Witte de With.
- 2004. Groepstentoonstelling 'Cultivando la naturaleza' in Fundación César Manrique, Lanzarote, 2005
- 2004. Groepstentoonstelling 'project Rotterdam' in Boijmans Van Beuningen
- 2006. Historisch Museum Schielandhuis.[11]
- 2008. Redefine the enemy, TENT Rotterdam.[12]

## Publicaties
- Schot, Ben. Ben Schot : 9 staten, Centrum Beeldende Kunst, 1988.
- Schot, Ben. 223, Teresa di Vicenzo, 1992.
- Schot, Ben. 625, Rotterdam : Teresa di Vincenzo, 1995.
- Schot, Ben. Een Triller, Slibreeks, Stichting Kunstuitleen Zeeland, 1998.
- Benjamin Jakobson, De lege verzameling. Vertaald uit het Engels door Ben Schot. Rotterdam : Museum Boijmans Van Beuningen, 1998.
- Schot, Ben. Blind shell : a brief investigation of shell-collecting, Museum Boijmans Van Beuningen, 1998.
- Edgar Allan Poe, Ben Schot (red.), The unparalleled adventure of one Hans Phaall and Pure imagination. Rotterdam : Sea Urchin, 2001.
- Cary Loren. Liedjes voor Holland. Vertaald uit het Engels door Ben Schot. Middelburg : Stichting Kunstuitleen Zeeland, 2001.
- Schot, Ben. Ectojizzed, Sea Urchin, 2012.
- Schot, Ben. Yannis Livadas interviewed by Ben Schot, Moloko Plus/Sea Urchin, 2017.
- Schot, Ben. 'Mahlzeit, bijdrage aan Ko de Jonge's ARTisSMARTplus project, 2019